# 斯皮提山谷
斯皮提山谷（Spiti Valley）是位于印度北部喜马偕尔邦东北部的喜马拉雅山脉高處的一個山谷。斯皮提这个名字的意思是 "中间地带"，即介於西藏自治区和印度之间的土地。当地居民与附近的西藏自治区和拉达克地区一樣同樣信奉密宗。山谷和周边地区是印度人口最少的地区之一。在此的塔波寺是西部藏區邊境最大的一座佛教寺院。